# Liga bršljana
Liga bršljana ili izvorno Ivy league je športsko i društveno udruženje osam prestižnih privatnih američkih sveučilišta sa sjeveroistoka zemlje. Budući da se radi o najpoznatijim i najelitnijim sveučilištima u cijelom SAD-u izraz Ivy League u Američkom engleskom jeziku označava akademski prestiž, visoko obrazovanje i društveni elitizam, a jer se Liga sastoji od 8 sveučilišta (koledža), označava i skupinu sastavljenu od 8 ljudi, stvari i slično.
Iako se sam naziv koristio još 1933. godine, u službenu je uporabu ušao 1953. kada je osnovana Prva divizija NCAA-a. Sedam, od ukupno osam, članova Lige bršljana pripada Kolonijalnim koledžima, prvim visokoobrazovnim ustanovama prije Američkog rata za neovisnost. Sama Liga smatra se jednom od najjačih sveučilišnih liga u SAD-u, a sveučilišta članovi su među ponajboljim sveučilištima u svjetskom studentskom športu.
Iako je neprofitna organizacija, Liga bršljana ima jedan od najvećih proračunskih izdataka na svijetu, ali se za rad udruženja ne izdvaja novac izravno iz državnog proračuna, nego sveučilišta novac koji dobiju od države za razvoj športa, ili vlastiti novac, jer su privatna, uplaćuju u vlastiti proračun, preko kojeg zajednički upravljaju novcem. Harvardovo sveučilište uplaćuje najviše u zajednički proračun, jer i dobiva najviše novaca od države.

## Podaci o studentima
| Institucija                 | Lokacija                   | Ime ekipe | Upisanih studenata 2014. |
| --------------------------- | -------------------------- | --------- | ------------------------ |
| Sveučilište Brown           | Providence, Rhode Island   | Bears     | 8649                     |
| Sveučilište Darthmouth      | Hanover, New Hampshire     | Big Green | 6141                     |
| Sveučilište Columbia        | New York City, New York    | Lions     | 22920                    |
| Sveučilište Cornell         | Ithaca, New York           | Big Red   | 20630                    |
| Harvardovo sveučilište      | Cambridge, Massachusets    | Crimson   | 21225                    |
| Sveučilište u Pennsylvaniji | Philadelphia, Pennsylvania | Quakers   | 20640                    |
| Sveučilište Princeton       | Princeton, New Jersey      | Tigers    | 7590                     |
| Sveučilište Yale            | New Haven, Connectitut     | Bulldogs  | 11666                    |

## Poznati sportaši
- Jeremy Lin, košarkaš (Harvard)